# Elmesthorpe
Elmesthorpe – wieś w Anglii, w hrabstwie Leicestershire, w dystrykcie Blaby. Leży 15 km na południowy zachód od miasta Leicester i 143 km na północny zachód od Londynu.